# Ченакчі-є Олія
Ченакчі-є Олія (перс. چناقچي عليا) — село в Ірані, у дегестані Дузадж, у бахші Харкан, шахрестані Зарандіє остану Марказі. За даними перепису 2006 року, його населення становило 262 особи, що проживали у складі 74 сімей.

## Клімат
Середня річна температура становить 8,36°C, середня максимальна – 25,46°C, а середня мінімальна – -10,93°C. Середня річна кількість опадів – 259 мм.
| Клімат поселення                              | Клімат поселення | Клімат поселення | Клімат поселення | Клімат поселення | Клімат поселення | Клімат поселення | Клімат поселення | Клімат поселення | Клімат поселення | Клімат поселення | Клімат поселення | Клімат поселення | Клімат поселення |
| Показник                                      | Січ.             | Лют.             | Бер.             | Квіт.            | Трав.            | Черв.            | Лип.             | Серп.            | Вер.             | Жовт.            | Лист.            | Груд.            |                  |
| Середній максимум, °C                         | 2,55             | 3,49             | 6,44             | 13,60            | 18,88            | 23,74            | 25,46            | 25,43            | 21,41            | 16,41            | 10,25            | 4,76             |                  |
| Середня температура, °C                       | −4,18            | −3,24            | −0,3             | 6,87             | 12,14            | 17,01            | 20,17            | 20,15            | 16,11            | 11,13            | 4,97             | −0,53            |                  |
| Середній мінімум, °C                          | −10,93           | −9,98            | −7,05            | 0,12             | 5,40             | 10,28            | 14,88            | 14,86            | 10,84            | 5,84             | −0,34            | −5,82            |                  |
| Норма опадів, мм                              | 30               | 33               | 49               | 43               | 36               | 6                | 3                | 1                | 0                | 10               | 19               | 29               |                  |
| Середньомісячна швидкість вітру, м/с          | 1.20             | 2.30             | 2.60             | 2.77             | 2.40             | 2.20             | 2.17             | 2.10             | 1.99             | 1.90             | 1.70             | 1.67             |                  |
| Середньомісячна сонячна радіація, кДж/м²·день | 8831             | 11526            | 14121            | 17695            | 21861            | 26507            | 25997            | 23568            | 20289            | 14707            | 10512            | 8445             |                  |
| --------------------------------------------- | ---------------- | ---------------- | ---------------- | ---------------- | ---------------- | ---------------- | ---------------- | ---------------- | ---------------- | ---------------- | ---------------- | ---------------- | ---------------- |
| Джерело:                                      |                  |                  |                  |                  |                  |                  |                  |                  |                  |                  |                  |                  |                  |